# Eek-A-Mouse
Eek-A-Mouse, pseudonimo di Joseph Ripton Hylton (Kingston, 19 novembre 1957), è un cantante giamaicano.
È una delle personalità più rappresentative della scena dancehall reggae giamaicana e mondiale, come instancabile performer (200 show all'anno in tutto il mondo) e principale esponente dello stile di canto singjaying, del quale è considerato il pioniere.
Eek-a-Mouse prese il suo nome d’arte da un cavallo su cui aveva avventatamente scommesso.

## Carriera musicale
Il giovane Ripton comincia ad esibirsi nell'ambito del reggae già ai tempi del college, incidendo singoli prodotti dal suo professore di matematica: è tuttavia nel 1979 che sceglie come pseudonimo "Eek-a-Mouse", prendendo in prestito il nome del suo cavallo da corsa preferito. Ripton infatti era un accanito scommettitore, ma l'animale era un brocco: il destino volle che Eek-a-Mouse vincesse la sua prima corsa proprio il giorno che Ripton non scommise su di lui.
Nel 1981 ha l'occasione di mostrarsi al grande pubblico esibendosi al Reggae Sunsplash Festival, che ai tempi piangeva ancora la scomparsa di Bob Marley: da quel momento, Eek divenne una presenza regolare al festival, dove spesso ha cantato assieme al duo Michigan & Smiley.
Quando l'artista punta sulla fusione fra reggae e rock, il pubblico lo abbandona e la sua fama diminuisce considerevolmente: solo alla fine degli anni novanta riesce a riconquistare i fan perduti e comincia ad esibirsi in giro per il mondo, cantando spesso con costumi stravaganti.

## Carriera cinematografica
Nel 1991, Eek partecipa al gangster movie New Jack City, dove interpreta il ruolo di Fat Smitty, giamaicano con problemi di droga che trova la morte durante il film: poco dopo, ottiene una piccola parte nel film di Steven Seagal Programmato per uccidere.

## Discografia
- Bubble Up Yu Hip (1980)
- Wa-Do-Dem (1981)
- Skidip! (1982)
- The Mouse and the Man (1983)
- The Assassinator (1983)
- Mouseketeer (1984)
- Live At Reggae Sunsplash (1984)
- The King and I (1985)
- The Very Best Of (1987)
- Mouse-A-Mania (1987)
- Eek-A-Nomics (1988)
- U-Neek (1991)
- Black Cowboy (1996)
- Ras Portraits (1997)
- Eeeksperience (2001)
- Greensleeves Wa-Do-Dem (2001)
- The Very Best Of Vol.2 (2003)
- Mouse Gone Wild (2004)
- Eek-A-Speeka (2004)

Oltre agli album, Eek ha pubblicato numerosissimi singoli non ancora raggruppati in raccolte: ha inoltre fatto featuring con numerosi cantanti, fra i quali i P.O.D. (coi quali canta nella traccia Ridiculous dell'album Satellite), Damian Marley (col quale duetta nella canzone Kakhi suit nell'album Welcome to Jamrock) o gli OPM (nella traccia Perfect Day dell'album ForThemAsses) e anche con i Bran Van 3000 con Go Shopping.